# Nicola Pozzi
Nicola Pozzi (Rimini, 30 giugno 1986) è un allenatore di calcio ed ex calciatore italiano, di ruolo attaccante.

## Carriera

### Giocatore

#### Club

##### Inizi
La sua prima squadra da professionista è il Cesena, che lo preleva dall'A.S.D. Savignanese di Savignano sul Rubicone (FC), società dilettantistica nel cui settore giovanile inizia la propria attività calcistica fino alla categoria "Giovanissimi". A Cesena, nella stagione 2002-2003 esordisce in Serie C1 a 16 anni. L'anno seguente, sempre in terza serie, ottiene più spazio e totalizza 17 presenze realizzando 4 gol. Viene notato dal Milan, che lo acquista nel gennaio 2004 per 2,5 milioni di euro. Nell'estate seguente il Milan lo cede in prestito al Napoli, sempre in C1, dove gioca solamente tre partite con un gol contro il Lanciano a causa di un infortunio. Nel gennaio 2005 passa al Pescara, questa volta in Serie B, collezionando 4 presenze a causa di nuove ricadute dei precedenti infortuni che lo obbligano a un intervento chirurgico.

##### Empoli
Per il campionato 2005-2006 il Milan lo cede in prestito all'Empoli, neopromosso in Serie A. Nella squadra toscana Pozzi trova l'esordio in Serie A il 28 agosto 2005 in Udinese-Empoli 1-0 e il primo gol nella massima serie il 25 settembre 2005 realizzando la rete del definitivo 1-0 in Empoli-Lecce. Chiude la sua prima stagione in Serie A con 25 presenze e 2 reti, e l'Empoli ne riscatta la comproprietà dal Milan per 750.000 euro. Nel successivo campionato contribuisce con 5 gol in 30 partite alla qualificazione in Coppa UEFA della formazione toscana, pur costantemente condizionato da problemi fisici.
Nella stagione 2007-2008 esordisce in Coppa UEFA, giocando le due partite contro lo Zurigo. Il 9 dicembre 2007 in Empoli-Cagliari 4-1 realizza la sua prima quaterna in Serie A; il 17 febbraio successivo, in Napoli-Empoli, si infortuna gravemente nel momento di realizzare la seconda rete personale, riportando la rottura del legamento crociato anteriore del ginocchio destro e chiudendo anzitempo la propria stagione agonistica. Riscattato definitivamente dall'Empoli per 1,25 milioni di euro, rimane in terra toscana anche la stagione successiva nonostante la retrocessione degli azzurri in Serie B, e nel torneo cadetto realizza 12 gol in 30 partite.

##### Sampdoria e Siena
Il 31 agosto 2009 passa alla Sampdoria a titolo temporaneo con diritto di riscatto dell'intero cartellino. Riserva di Giampaolo Pazzini e Antonio Cassano, totalizza 18 presenze con due reti prima di un infortunio al ginocchio rimediato nella partita contro il Bologna che ne pregiudica il resto della stagione. A fine stagione la Sampdoria esercita ugualmente il diritto di riscatto, pagando 5,2 milioni di euro più il prestito del giovane Soriano.

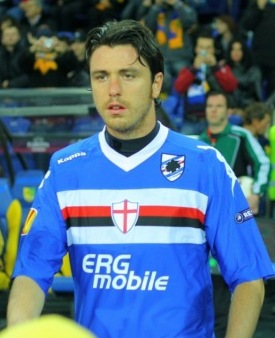
Pozzi con la maglia della Sampdoria nella stagione 2010-2011.

Inizialmente destinato alla cessione al Bologna, nella stagione 2010-2011 parte ancora come alternativa a Cassano e Pazzini insieme a Guido Marilungo; diventa titolare a gennaio, dopo la cessione della coppia d'attacco titolare nonostante una lunga serie di problemi fisici. Chiude il campionato con 6 reti in 22 partite, risultando uno dei più positivi nella stagione conclusa dalla Sampdoria con la retrocessione in Serie B.
Riconfermato nella serie cadetta, mette a segno 16 reti in campionato disputando la sua miglior stagione in termini realizzativi. La Sampdoria viene promossa in Serie A dopo i play-off, nei quali Pozzi va a segno in tutte le partite e realizza altre 4 reti, tra cui quella decisiva nella finale di ritorno contro il Varese.
A seguito di questa stagione riceve il premio come “Giocatore” della serie cadetta 2011/12.
La stagione seguente perde il posto da titolare, a seguito dell'acquisto di Maxi López e dopo l'ennesimo infortunio al ginocchio che lo tiene fermo per oltre un mese. Nel gennaio 2013, chiuso anche dall'esplosione di Mauro Icardi, passa in prestito al Siena, voluto da Giuseppe Iachini che lo aveva già allenato a Genova. A causa dei continui problemi fisici scende in campo in 3 occasioni, senza reti.
La stagione successiva, scaduto il prestito al Siena, fa ritorno alla Sampdoria dove segna 2 gol in 15 partite tra campionato e Coppa Italia. Il 6 gennaio 2014 in occasione di Napoli-Sampdoria 2-0 tocca quota 100 presenze con i blucerchiati.
Con la maglia della Samp ha totalizzato 101 presenze e 32 gol.

##### Parma, Chievo, Vicenza e Pro Piacenza
Il 31 gennaio 2014 viene acquistato a titolo definitivo dal Parma, scambiato con Stefano Okaka. Il 14 marzo in allenamento si procura la rottura del legamento crociato anteriore del ginocchio sinistro, e chiude la stagione senza presenze con i ducali.
Torna in campo nella stagione 2014-2015 disputando tre partite di campionato e una in Coppa Italia, senza segnare. Il 2 febbraio si trasferisce al Chievo in prestito con diritto di riscatto fissato a 1.000 euro, a causa della difficile situazione finanziaria della società emiliana. Mai impiegato dai clivensi, a fine stagione resta svincolato a causa del fallimento del Parma.
Il 31 agosto 2015 firma un contratto biennale con il L.R. Vicenza con un contratto biennale. Poco utilizzato (4 presenze) e fuori dai piani tecnici della società, a fine stagione rescinde anticipatamente il contratto e il 1º novembre 2016 viene ingaggiato dal Pro Piacenza, militante nel campionato di Lega Pro. Con la nuova squadra esordisce in campionato il 29 gennaio 2017 contro l'Olbia giocando gli ultimi 9 minuti della partita. Segna il suo primo gol con la casacca rossonera sul campo della Viterbese, a distanza di 4 anni dalla precedente marcatura.
Nel luglio 2017 a Coverciano si allena con altri giocatori svincolati e inizia il corso da allenatore UEFA B che consente di allenare in Serie D.

##### San Donato Tavarnelle e ritiro
L'11 ottobre 2017 viene ingaggiato dal San Donato Tavarnelle, formazione toscana militante in Serie D scendendo per la prima volta in carriera nei dilettanti (semiprofessionisti). Il 7 febbraio 2018 realizza il suo primo gol su calcio di rigore contro l'Ostia Mare, in Coppa Italia. Si ritira nel 2019.

#### Nazionale
Ha esordito in Nazionale Under-21 il 15 agosto 2006, entrando nel secondo tempo dell'amichevole Italia-Croazia (0-0), prima partita della gestione del commissario tecnico Pierluigi Casiraghi. Il primo gol azzurro è datato 21 novembre 2007, nella gara di qualificazione al campionato europeo Under-21 2009 in trasferta contro i pari età delle Isole Far Oer; resta l'unico realizzato in 8 presenze complessive. Inizialmente inserito nella lista dei preconvocati per l'Europeo 2009, viene poi escluso dalla lista definitiva.

### Dirigente e allenatore
Nel dicembre 2019 ottiene il diploma da direttore sportivo. Il 26 giugno 2021 viene annunciato come nuovo allenatore del Grassina per il campionato di Eccellenza Toscana 2021-2022. Nella stagione 2023/2024 allena la Primavera della Carrarese.

## Statistiche

### Presenze e reti nei club
| Stagione                     | Squadra                      | Campionato                   | Campionato | Campionato | Coppe nazionali | Coppe nazionali | Coppe nazionali | Coppe continentali | Coppe continentali | Coppe continentali | Altre coppe | Altre coppe | Altre coppe | Totale | Totale |
| Stagione                     | Squadra                      | Comp                         | Pres       | Reti       | Comp            | Pres            | Reti            | Comp               | Pres               | Reti               | Comp        | Pres        | Reti        | Pres   | Reti   |
| ---------------------------- | ---------------------------- | ---------------------------- | ---------- | ---------- | --------------- | --------------- | --------------- | ------------------ | ------------------ | ------------------ | ----------- | ----------- | ----------- | ------ | ------ |
| 2002-2003                    | Cesena                       | C1                           | 2          | 0          | CI-C            | 0               | 0               | -                  | -                  | -                  | -           | -           | -           | 2      | 0      |
| 2003-gen. 2004               | Cesena                       | C1                           | 17         | 4          | CI+CI-C         | 2+0             | 1               | -                  | -                  | -                  | -           | -           | -           | 19     | 5      |
| Totale Cesena                | Totale Cesena                | Totale Cesena                | 19         | 4          |                 | 2               | 1               |                    | -                  | -                  |             | -           | -           | 21     | 5      |
| gen.-giu. 2004               | Milan                        | A                            | 0          | 0          | CI              | 0               | 0               | -                  | -                  | -                  | -           | -           | -           | 0      | 0      |
| 2004-gen. 2005               | Napoli                       | C1                           | 3          | 1          | -               | -               | -               | -                  | -                  | -                  | -           | -           | -           | 3      | 1      |
| gen.-giu. 2005               | Pescara                      | B                            | 4          | 0          | CI              | -               | -               | -                  | -                  | -                  | -           | -           | -           | 4      | 0      |
| 2005-2006                    | Empoli                       | A                            | 24         | 4          | CI              | 1               | 0               | -                  | -                  | -                  | -           | -           | -           | 25     | 4      |
| 2006-2007                    | Empoli                       | A                            | 30         | 5          | CI              | 2               | 1               | -                  | -                  | -                  | -           | -           | -           | 32     | 6      |
| 2007-2008                    | Empoli                       | A                            | 17         | 7          | CI              | 2               | 3               | CU                 | 2                  | 0                  | -           | -           | -           | 21     | 10     |
| 2008-2009                    | Empoli                       | B                            | 32         | 12         | CI              | 0               | 0               | -                  | -                  | -                  | -           | -           | -           | 32     | 12     |
| ago. 2009                    | Empoli                       | B                            | 0          | 0          | CI              | 2               | 0               | -                  | -                  | -                  | -           | -           | -           | 2      | 0      |
| Totale Empoli                | Totale Empoli                | Totale Empoli                | 103        | 28         |                 | 7               | 4               |                    | 2                  | 0                  |             | -           | -           | 112    | 32     |
| ago. 2009-2010               | Sampdoria                    | A                            | 18         | 2          | CI              | 1               | 0               | -                  | -                  | -                  | -           | -           | -           | 19     | 2      |
| 2010-2011                    | Sampdoria                    | A                            | 22         | 6          | CI              | 1               | 0               | UCL+UEL            | 1+2                | 0                  | -           | -           | -           | 26     | 6      |
| 2011-2012                    | Sampdoria                    | B                            | 28+4       | 16+4       | CI              | 2               | 1               | -                  | -                  | -                  | -           | -           | -           | 34     | 21     |
| 2012-gen. 2013               | Sampdoria                    | A                            | 6          | 1          | CI              | 1               | 0               | -                  | -                  | -                  | -           | -           | -           | 7      | 1      |
| gen.-giu. 2013               | Siena                        | A                            | 3          | 0          | CI              | -               | -               | -                  | -                  | -                  | -           | -           | -           | 3      | 0      |
| 2013-gen. 2014               | Sampdoria                    | A                            | 14         | 2          | CI              | 1               | 0               | -                  | -                  | -                  | -           | -           | -           | 15     | 2      |
| Totale Sampdoria             | Totale Sampdoria             | Totale Sampdoria             | 88+4       | 27+4       |                 | 6               | 1               |                    | 3                  | 0                  |             | -           | -           | 101    | 32     |
| gen.-giu. 2014               | Parma                        | A                            | 0          | 0          | CI              | -               | -               | -                  | -                  | -                  | -           | -           | -           | 0      | 0      |
| 2014-gen.2015                | Parma                        | A                            | 3          | 0          | CI              | 1               | 0               | -                  | -                  | -                  | -           | -           | -           | 4      | 0      |
| Totale Parma                 | Totale Parma                 | Totale Parma                 | 3          | 0          |                 | 1               | 0               |                    | -                  | -                  |             | -           | -           | 4      | 0      |
| gen.-giu. 2015               | Chievo                       | A                            | 0          | 0          | CI              | -               | -               | -                  | -                  | -                  | -           | -           | -           | 0      | 0      |
| 2015-2016                    | L.R. Vicenza                 | B                            | 4          | 0          | CI              | 0               | 0               | -                  | -                  | -                  | -           | -           | -           | 4      | 0      |
| 2016-2017                    | Pro Piacenza                 | LP                           | 7          | 2          | CI-LP           | 0               | 0               | -                  | -                  | -                  | -           | -           | -           | 7      | 2      |
| ott. 2017-2018               | San Donato Tavarnelle        | D                            | 12         | 4          | CI-D            | 4               | 0               | -                  | -                  | -                  | -           | -           | -           | 16     | 4      |
| 2018-2019                    | San Donato Tavarnelle        | D                            | 26         | 2          | CI-D            | 0               | 0               | -                  | -                  | -                  | -           | -           | -           | 26     | 2      |
| Totale San Donato Tavarnelle | Totale San Donato Tavarnelle | Totale San Donato Tavarnelle | 38         | 6          |                 | 4               | 0               |                    | -                  | -                  |             | -           | -           | 42     | 6      |
| Totale carriera              | Totale carriera              | Totale carriera              | 272+4      | 68+4       |                 | 20              | 6               |                    | 5                  | 0                  |             | -           | -           | 301    | 78     |